# Domènec Pagès
Domènec Pagès (?-?) fou mestre de capella de Peralada de 1760 a 1810.
Fou escolà de Santa Maria de Castelló d’Empúries. Pagès havia accedit al benefici de Sant Jaume de Peralada, unit al seu magisteri, al 1760. Al 1797, els regidors de Castelló d’Empúries van proposar-lo per ocupar el lloc de mestre de capella a la basílica de Santa Maria de Castelló d’Empúries. Va renunciar a aquesta proposta i romangué a Peralada durant cinquanta anys.